# Lista de álbuns número um na UK R&B Chart em 2009

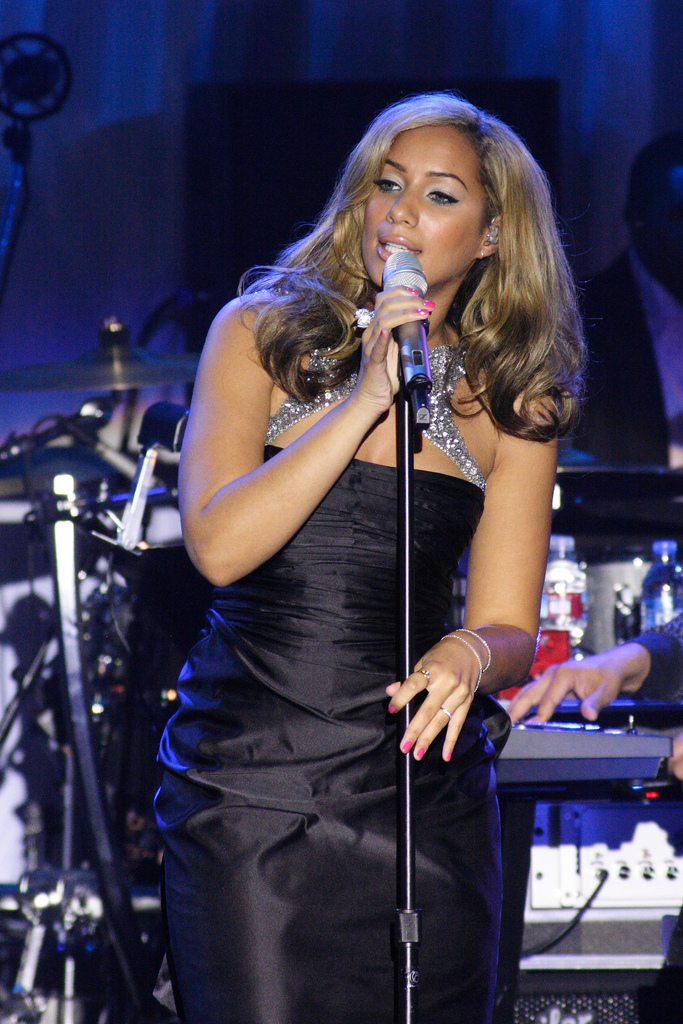
A cantora britânica Leona Lewis teve o seu álbum na primeira posição, na semana de ano novo com a versão deluxe.

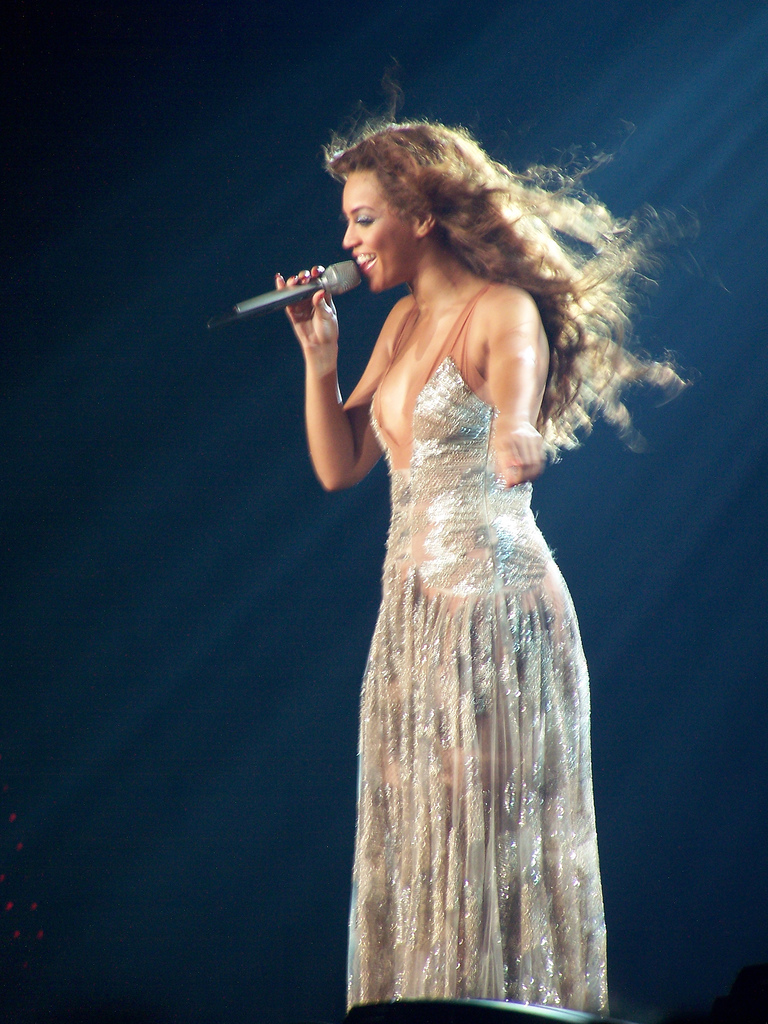
I Am... Sasha Fierce, álbum de Beyoncé teve o seu álbum na primeira posição durante doze semanas, alcançando a terceira posição no UK Albums Chart.

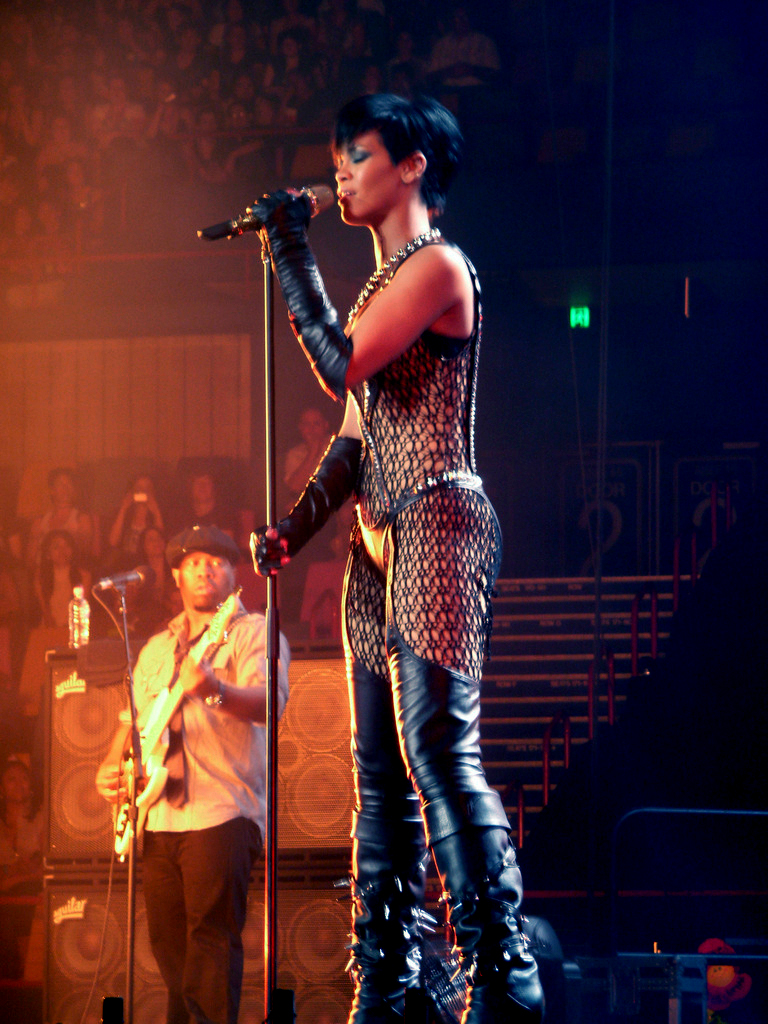
A cantora Rihanna alcançou no ano de 2009 a primeira posição, dois anos depois do lançamento do álbum.

Este anexo lista os álbuns que alcançaram a primeira posição na UK R&B Chart, no ano de 2009.
| Data               | Álbum                           | Artista         |
| ------------------ | ------------------------------- | --------------- |
| 4 de Janeiro       | Spirit(1)                       | Leona Lewis     |
| 11 de Janeiro      | I Am... Sasha Fierce            | Beyoncé         |
| 18 de Janeiro      | I Am... Sasha Fierce            | Beyoncé         |
| 25 de Janeiro      | Good Girl Gone Bad(1)           | Rihanna         |
| 1 de Fevereiro     | I Am… Sasha Fierce              | Beyoncé         |
| 8 de Fevereiro     | I Am… Sasha Fierce              | Beyoncé         |
| 15 de Fevereiro    | Lovesongs                       | Luther Vandross |
| 22 de Fevereiro    | I Am… Sasha Fierce              | Beyoncé         |
| 1 de Março         | I Am… Sasha Fierce              | Beyoncé         |
| 8 de Março         | I Am… Sasha Fierce              | Beyoncé         |
| 15 de Março        | Freedom                         | Akon            |
| 22 de Março        | Just Go                         | Lionel Richie   |
| 29 de Março        | Freedom                         | Akon            |
| 5 de Abril         | R.O.O.T.S.                      | Flo Rida        |
| 12 de Abril        | I Am… Sasha Fierce              | Beyoncé         |
| 19 de Abril        | I Am… Sasha Fierce              | Beyoncé         |
| 26 de Abril        | I Am… Sasha Fierce              | Beyoncé         |
| 3 de Maio          | I Am… Sasha Fierce              | Beyoncé         |
| 10 de Maio         | I Am… Sasha Fierce              | Beyoncé         |
| 17 de Maio(4)      | R&B Collection - Summer 2009(3) | Vários artistas |
| 24 de Maio(2)      | Relapse(1)                      | Eminem          |
| 31 de Maio(2)      | Relapse(1)                      | Eminem          |
| 7 de Junho         | Relapse(1)                      | Eminem          |
| 14 de Junho        | The E.N.D.                      | Black Eyed Peas |
| 21 de Junho        | The E.N.D.                      | Black Eyed Peas |
| 28 de Junho        | The Essential(1)                | Michael Jackson |
| 5 de Julho(2)      | The Essential(1)                | Michael Jackson |
| 12 de Julho(2)     | The Essential(1)                | Michael Jackson |
| 19 de Julho(2)     | The Essential(1)                | Michael Jackson |
| 26 de Julho(2)     | The Essential(1)                | Michael Jackson |
| 2 de Agosto(2)     | The Essential(1)                | Michael Jackson |
| 9 de Agosto(2)     | The Essential(1)                | Michael Jackson |
| 16 de Agosto(2)    | The Essential(1)                | Michael Jackson |
| 23 de Agosto       | I Am... Sasha Fierce            | Beyoncé         |
| 30 de Agosto       | -(5)                            | -(5)            |
| 6 de Setembro      | The E.N.D.                      | Black Eyed Peas |
| 13 de Setembro     | The E.N.D.                      | Black Eyed Peas |
| 20 de Setembro     | The Blueprint 3                 | Jay-Z           |
| 27 de Setembro     | Tongue N'cheek                  | Dizzee Rascal   |
| 4 de Outubro       | Tongue N'cheek                  | Dizzee Rascal   |
| 11 de Outubro      | The Blueprint 3                 | Jay-Z           |
| 18 de Outubro      | I Am Chipmunk                   | Chipmunk        |
| 25 de Outubro      | I Look To You                   | Whitney Houston |
| 1 de Novembro      | This Is It                      | Michael Jackson |
| 3 de Novembro      | This Is It                      | Michael Jackson |
| 15 de Novembro (2) | JLS (1)                         | JLS             |
| 22 de Novembro (2) | Echo (1)                        | Leona Lewis     |
| 29 de Novembro     | JLS (1)                         | JLS             |
| 6 de Dezembro      | JLS (1)                         | JLS             |
| 13 de Dezembro     | The E.N.D.                      | Black Eyed Peas |
| 20 de Dezembro     | The E.N.D.                      | Black Eyed Peas |
| 27 de Dezembro     | The E.N.D.                      | Black Eyed Peas |

- Nota 1:  O álbum também alcançou a primeira posição na UK Albums Chart.
- Nota 2:  O álbum ficou na primeira posição simultaneamente no UK Albums Chart.
- Nota 3:  O álbum também alcançou a primeira posição na UK Compilation Albums Chart.
- Nota 4:  O álbum ficou na primeira posição simultaneamente no UK Compilation Albums Chart.
- Nota 5:  Tabela não actualizada no decorrer da semana.